# Мегатерій
Мегате́рій (Megatherium) — вимерлий рід велетенських лінивців, який існував протягом пліоцену і плейстоцену (від 2 млн до 8 тис. років тому) на території Південної та частині Північної Америки. Мегатерії вимерли незабаром після зміни клімату та заселення Південної Америки людиною.

## Опис
Мегатерії були одними з найбільших наземних ссавців, вагою до 4 тонн. Вивчення слідів мегатерія показало, що він пересувався переважно на задніх лапах. При цьому по висоті він удвічі перевершував слона і досягав 6 метрів у довжину. Свій потужний хвіст він міг використовувати як додаткову опору. Будучи рослиноїдним, мегатерій використовував передні лапи із великими (до 17 см) кігтями для захоплення і пригинання до землі гілок дерев.
Будова місця прикріплення трицепса мегатерія була схожа з будовою у хижих ссавців і забезпечувала швидкість удару. Тому, припускають, що він застосовував свої передні лапи й у битві. Висловлюються припущення, що мегатерії могли бути всеїдними — наприклад, харчуватися падлом і навіть вбивали великих тварин. Однак, будова зубів виключає таку можливість.
Слід також зазначити міцність шкури мегатерія. Під шкірою, покритою довгою кудлатою шерстю, знаходилися тисячі маленьких кісткових пластин, які захищали тварину від зубів і пазурів.

## Історія

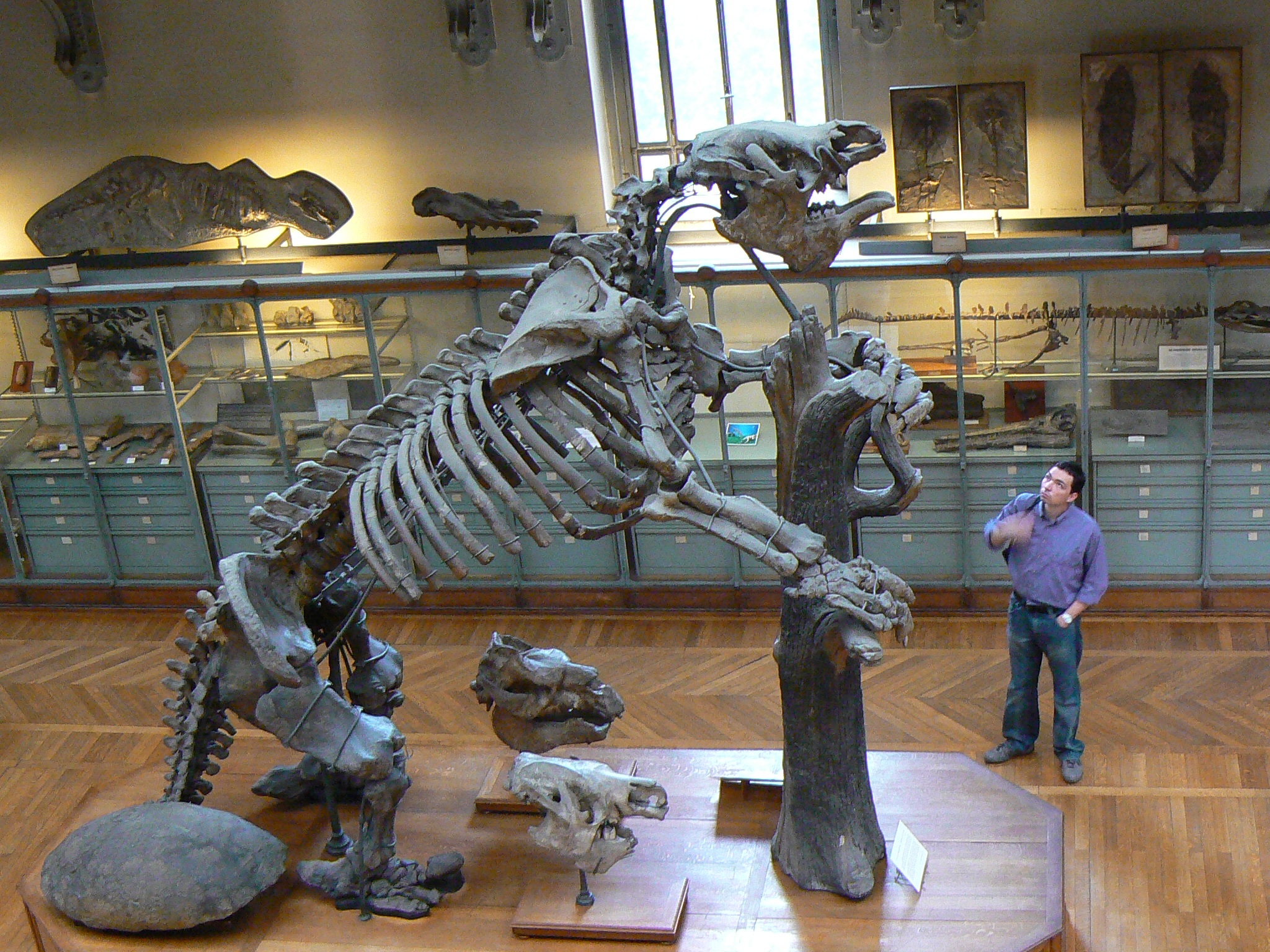
Скелет Megatherium americanum

Перший викопний кістяк мегатерія був виявлений в Аргентині у 1787 році; доти вчені навіть не могли уявити собі, яких великих розмірів могли досягати доісторичні тварини. Коли скелети мегатерія вперше були виставлені в європейських музеях, вони викликали сенсацію. Крім сотень кісток, вчені виявили в печерах скам'янілу шкіру, шерсть і послід мегатерія, а на мулистих берегах річок — відбитки його лап. Все це допомогло палеонтологам не тільки відтворити зовнішній вигляд звіра, але і детально вивчити його дієту і звички.
Скелети мегатерія викликали ажіотаж у публіки аж до початку XX століття, коли в музеях з'явилися кістяки динозаврів. До цього на придбання цих скелетів європейські музеї витрачали величезні гроші.

## Види
- Megatherium altiplanicum
- Megatherium tarijense
- Megatherium medinae
- Megatherium istilarti
- Megatherium parodii
- Megatherium sundti
- Megatherium gallardoi
- Megatherium americanum